# Claudia Volkers
Claudia Volkers (* 15. September 1971 als Claudia Rakers in Nordhorn) ist eine ehemalige deutsche Volleyballspielerin.

## Karriere
Claudia Volkers begann mit dem Volleyball als Zehnjährige beim SCU Emlichheim. In den folgenden Jahren nahm sie an zehn deutschen Jugendmeisterschaften teil, von denen sie fünf mit dem Verein aus der Grafschaft Bentheim gewann. Außerdem errang sie mit der Realschule Emlichheim zwei Mal den Sieg beim Bundesfinale von Jugend trainiert für Olympia. 1990 stieg die Außenangreiferin mit dem SCU in die zweite Bundesliga Nord auf, im gleichen Jahr wurde sie mit der Jugendnationalmannschaft Vizeeuropameisterin. 1998 gelang Claudia Volkers mit dem Verein aus Niedersachsen der Aufstieg in die erste Bundesliga, nach dem Abstieg 2002 wurde die Mutter zweier Töchter mit Emlichheim in der darauf folgenden Saison noch einmal Zweitligameister. In den nächsten Jahren schmetterte Volkers für die zweite Mannschaft des SCU, ehe sie ihre aktive Karriere beendete.

## Privates
Auch nach dem Karriereende unterstützt Claudia Volkers weiterhin den Volleyballsport in dem Ort an der Vechte. So arbeitet die ehemalige Bundesligaspielerin im Vorstand der Volleyballabteilung des SCU mit. Außerdem ist sie Co-Trainerin der Zweitligamannschaft und Trainerin der Regionalligamannschaft. Ihre Töchter Dana und Lona sowie ihre Nichte Pia Timmer gehören seit der Saison 2014/15 zum Bundesligakader des SCU.